# Вуевич, Войо
Войо Вуевич (серб. Vojislav Vujević; род. 2 марта 1955, Осиек) — югославский дзюдоист, чемпион и призёр чемпионатов Югославии и Средиземноморских игр, призёр чемпионата мира, участник двух Олимпиад. Профессор, имеет седьмой дан.

## Карьера
Выступал в лёгкой (до 71 кг) и полусредней (до 78 кг) весовых категориях. 9-кратный чемпион (1977—1982, 1983—1984 годы), серебряный (1982) и бронзовый (1974, 1976, 1983) призёр чемпионатов Югославии. Дважды (1983 и 1984 годы) становился чемпионом Югославии в абсолютном весе. Серебряный призёр чемпионата мира среди студентов 1978 года в Рио-де-Жанейро. Бронзовый призёр чемпионата мира 1981 года в Маастрихте.
На летних Олимпийских играх 1980 года в Москве Вуевич в первой же схватке проиграл французу Кристиану Дьо и выбыл из борьбы, оказавшись в итоговом протоколе на 19-м месте. На следующей Олимпиаде в Лос-Анджелесе Вуевич также занял 19-е место.
Начинал заниматься дзюдо в Сплите, выступал за клубы «Славия» (Нови-Сад), «Младост» (Загреб) и «Студент» (Сплит). В 1998 году основал детский клуб «Пуянке».